# 闽南师范大学
24°30′32″N 117°38′18″E / 24.508879°N 117.638435°E
闽南师范大学（简称闽南师大）是中华人民共和国福建省漳州市芗城区的一所全日制本科公办省属普通高等学校。

## 沿革
- 1958年春，原龙溪师范学校开始增设师范大专班。龙溪师范大专班是为闽南师范大学前身。同年9月，经中共龙溪地委研究决定，在已创办的师范大专班和正在筹办的工业大专班、医科大专班、艺术大专班的基础上成立漳州大学。
- 1959年春，漳州大学停办。经龙溪地委报请省教育厅核准，在原漳州大学师范学院的基础上建立漳州师范专科学校。
- 1963年6月，经国务院批准，由漳州师范专科学校、厦门师范学院、泉州师范学院、南平师范学院合并建立福建第二师范学院。这一年也曾被确定为闽南师范大学建校年份。
- 1966年，福建第二师范学院因文化大革命停办。1970年，福建第二师范学院撤销，师资并入福建师范学院（1972年更名福建师范大学）。
- 1977-1986年后，重选校址，重建校园，先后经历了龙溪地区中学师资培训班、龙溪师范大专班、漳州师范高等专科学校的办学历程。
- 1986年，经原国家教委批准复办福建第二师范学院，并更名为漳州师范学院。
- 1990年，漳州师范学院开始本科招生。
- 1994年，漳州师范学院获得学士学位授予权。
- 2003年，漳州师范学院获得硕士学位授予权。
- 2007年，漳州师范学院被列为福建省重点建设高校。
- 2012年，漳州师范学院被列为服务国家特殊需求的博士人才培养项目单位，获得1个博士点。
- 2013年4月，漳州师范学院获批更名为闽南师范大学[2]。

## 院系设置
学校设有53个本科专业，拥有国家级特色专业1个、国家级专业综合改革试点项目2个，省级专业综合改革试点项目7个，省级特色专业5个、省级教学团队5个、省级人才培养模式改革创新实验区7个、省级精品课程23门、省级实验教学示范中心5个，建立了中国语言文学、数学、化学、心理学等4个一级学科硕士授予点，29个二级学科硕士点，17个教育硕士学科领域，4个博士人才培养方向，学校本科和研究生教育涵盖人文学科、社会学科、理学、工学、管理学、农学六大学科门类。

### 二级学院
- 外国语学院
- 法学与公共管理学院
- 化学与环境学院
- 计算机学院
- 教育科学学院
- 生物科学与技术学院
- 商学院
- 艺术学院
- 文学院
- 数学与统计学院
- 新闻传播学院
- 物理与信息工程学院
- 体育学院
- 继续教育学院
- 马克思主义学院
- 历史系[3]

### 创新平台
- 闽南文化研究院
- 文化诗学研究所
- 应用心理学研究所
- 菌物产业工程技术中心
- 粒计算重点实验室（福建省重点实验室）
- 现代分离分析科学与技术重点实验室（福建省重点实验室）[4]

### 省部级人文社科基地
- 海峡两岸闽南文化研习交流基地
- 闽台区域文化与文学研究中心

## 建校时间
目前学校认定的建校时间为1958年，已于校徽上明确标明。但由于学校数经创办、停办、复办、更名，发展曲折，闽南师范大学的建校时间在更名前曾存在有1958年与1963年两种说法，如2003年时该校就组织过“建院40周年暨荣获硕士学位授予权庆典”，但2013年组织的庆典为「闽南师范大学揭牌暨建校55周年庆典」。

## 併校前歷史
閩南師範大學前身福建第二师范学院是由原漳州师范专科学校、厦门师范学院、泉州师范学院、南平师范学院等四校合并而成。四校皆有不同之歷史沿革：

### 厦门师范学院
1941年，國民政府教育部依據陈嘉庚之提议創立了国立第一侨民师范学校，作為專門培養華僑學校師資的教育機構。1949年被國民政府下令停辦。1950年福建省人民政府復辦該校，並更名為福建省立厦门市师范学校。1950年更名为福建省厦门师范学校；1958年升格为厦门师范专科学校；1960年升格为厦门师范学院，1963年并入福建第二师范学院，即闽南师范大学前身。

## 歷任校长
- 林继中：1998年－2002年
- 王复兴：2002年－2010年
- 李进金：2010年－2017年10月
- 李顺兴(1971年)：2017年10月－2024年12月28日
- 张龙海(1968年)：2024年12月26日－